# Kraftwerk Guacolda
Das Kraftwerk Guacolda (spanisch Central termoeléctrica Guacolda) ist ein Kohlekraftwerk in Chile, das auf einer Landzunge bei der Stadt Huasco, Region III gelegen ist. Das Kraftwerk ist im Besitz der Empresa Eléctrica Guacolda S.A. (EEG) und wird auch von EEG betrieben.
Guacolda spielt eine wesentliche Rolle im nördlichen Teil des chilenischen Verbundnetzes Sistema Interconectado Central (SIC), da die meisten anderen Kraftwerke und insbesondere die Wasserkraftwerke im südlichen Teil des SIC gelegen sind.

## Daten
Mit einer installierten Leistung von derzeit 608 MW (geplant 760 MW) befindet es sich an zweiter Stelle der leistungsstärksten Kohlekraftwerke in Chile. Die Jahreserzeugung lag im Jahre 2001 bei 2,076 Mrd. kWh und im Jahre 2009 bei 3,207 Mrd. kWh. 2011 wurden 4,695 Mrd. kWh erzeugt, dies entsprach 10,2 % des erzeugten Stroms im SIC.

## Kraftwerksblöcke
Das Kraftwerk besteht gegenwärtig aus vier Blöcken. Ein weiterer Block wird zur Zeit errichtet und soll im September 2015 in Betrieb gehen. Die folgende Tabelle gibt einen Überblick:
| Block | Max. Leistung (MW) | Betriebsbeginn | Turbine | Generator | Dampfkessel |
| ----- | ------------------ | -------------- | ------- | --------- | ----------- |
| 1     | 152 bzw. 150       | 01.11.1995     | MHI     | MEC       | MHI         |
| 2     | 152 bzw. 150       | 22.08.1996     | MHI     | MEC       | MHI         |
| 3     | 152                | 30.07.2009     | MHI     | MEC       | MHI         |
| 4     | 152                | 06.10.2010     | MHI     | MEC       | MHI         |
| 5     | 152 bzw. 154       | in Bau         | MHI     | MEC       | MHI         |

Die Kosten lagen für den Block 3 bei 250, für den Block 4 bei 320 und für den Block 5 bei 235 Mio. USD.

## Brennstoff
EEG verwendet als Brennstoff neben Kohle auch Petrolkoks, der von Raffinerien in Texas geliefert wird. Die Kohle bezieht EEG von Lieferanten in Chile, Kolumbien und den USA. Die Kohle wird im direkt neben dem Kraftwerk gelegenen Hafen angeliefert.

## Eigentümer
Der Betreiber des Kraftwerks, die Empresa Eléctrica Guacolda S.A. (EEG) ist zu 50 % im Besitz der AES Gener S.A. (AES), jeweils 25 % gehörten Empresas Copec S.A. und Inversiones Ultraterra Ltda. Im März 2014 erwarb AES die restlichen Anteile für 728 Mio. USD, reichte aber die 50 % minus eine Aktie an Global Infrastructure Partners weiter.

## Sonstiges
Der Umsatz der EEG nahm von 2009 bis 2011 von 352,61 auf 537,38 Mio. USD zu, der Gewinn stieg im selben Zeitraum von 56 auf 62 Mio. USD.
Die Andritz AG liefert Rauchgasreinigungsanlagen, Entsalzungsanlagen und eine Entstickungsanlage im Wert von 150 Mio. €. Die Anlagen sollen bis Ende 2015 bzw. Anfang 2016 in Betrieb gehen.
Vom Kraftwerk führt eine 34 km lange 220-kV-Leitung zum Umspannwerk in Maintencillo, das die Verbindung zum Verbundnetz SIC darstellt.